# 녹색사업단
녹색사업단은 대한민국 국민의 삶의 질 향상을 위한 산림환경기능증진사업과 지속가능한 경제 발전을 위한 해외산림자원개발 및 조성사업을 위하여 '산림자원의 조성 및 관리에 관한 법률'에 의거 2006년 9월 설립된 산림청 산하의 기타공공기관이다. 대전광역시 서구 둔산북로 121(둔산동) 아너스빌 207호에 위치하고 있다.

## 주요 사업
- 산림환경기능증진자금 관리